# Marcos Romão dos Reis Júnior

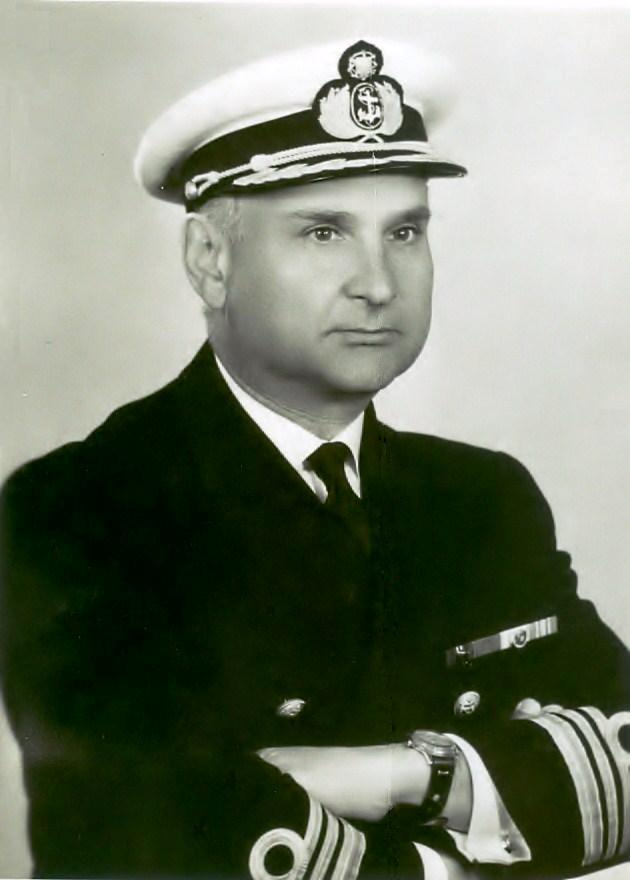
Maestro Capitão de Fragata Marcos Romão dos Reis Júnior

Marcos Romão dos Reis Júnior (Loures, 6 de Março de 1917 — Loures, 30 de Outubro de 2000) foi um músico, maestro, compositor, professor de clarinete e chefe de banda militar português.

## Biografia
Ingressou aos 16 anos na Banda da Marinha Portuguesa como grumete atingiu o topo da carreira com o posto de Capitão de fragata.
Manteve-se na chefia da Banda da Marinha Portuguesa entre 1956 e 1975. Foi ainda autor de várias composições e arranjos musicais tendo também sido maestro de várias Bandas civis.
Um dos mais destacados maestros da banda da Sociedade Filarmónica União Seixalense (1941 - 1955).
Foi professor de Clarinete no Conservatório Nacional de Lisboa de 1957 até meados da década de 80 do sec.XX.
Entre 1980 e 1987 foi professor de Clarinete na Escola de Música Luís António Maldonado Rodrigues, em Torres Vedras.

## Obras Musicais
- Oração da Criança – Coro Religioso (1940)
- João Ferreira de Lamarão (Homenagem a) (1942)
- Marcha Solene – Infante D. Henrique** (1950)
- Marcha Militar Nº1* Corpo de Marinheiros da Armada* (1954)
- Marcha Militar Nº2* (1954)
- Marcha Militar Nº3 (1955)
- Marcha Militar nº 4 Homenagem* (ao Comodoro Flaeschen de Mendonça) (1957)
- Pequena Suite para Quinteto de Sopro (1961)
- Regresso de um Fuzileiro* (1968)
- As Escolas do Grupo 2 Desfilando* (1970)
- Para um Desfile Militar* (1971)
- Abertura em Sol* (1971)
- 2ª Abertura* (1976)
- Gratidão (Marcha) (1976)
- Marcha -Andante-Rondó, para Grupo de Metais (1977)
- Três Peças Breves* (1978)
- Sonatina para Quinteto de Sopro (1979)
- Três Movimentos para Sopro e Percussão**** (1980)
- Sinfonieta* (1983)
- 2 Divertimentos sobre Motivos de Sabor Popular (1984)
- Sonatina para Grupo de Metais (1984)
- Sonatina para Trio de Oboé, Clarinete e Fagote (1985)
- Recordando (Marcha) (1985)
- Sonatina para Trio de Oboé e Corne Inglês, Violoncelo e Trombone (1986)
- Três Miniaturas para Quarteto de Clarinetes (1988)
- Fantasia Romântica* (1988)
- Três Improvisos para Clarinete Solo (1989)
- Três Folhas Soltas* (1989)
- Recordando um Festival de Bandas (Marcha) (1989)
- Pequena Fantasia Popular* (1990)
- Três Improvisos para Clarinete Solo e Pequeno Conjunto de Instrumentos de Sopro* (versão de 1993)
- Divertimento Nº3 (1993)
- Pequena Fantasia (1997)
- Três Intermezzos para Quinteto de Sopro*** (1997)

(*) 	Escrita para a Banda das Armada.
(**) 	Escrita para a Banda da Armada, mas para ser executada durante as Comemorações Henriquinas de 1960.
(***) 	Obra consagrada à família.
(****) 	Escrita para a Banda da Força Aérea Portuguesa.
Nota: Em itálico as obras gravadas em disco.

Grande parte dos manuscritos destas obras encontra-se no Museu Municipal de Loures/Quinta do Conventinho. Encontram-se ainda algumas obras desta lista nos arquivos musicais da Banda da Armada Portuguesa e da Banda de Música da Força Aérea Portuguesa